# Amphimoea magnificus
Amphimoea magnificus är en fjärilsart som beskrevs av Rothschild 1894. Amphimoea magnificus ingår i släktet Amphimoea och familjen svärmare. Inga underarter finns listade i Catalogue of Life.